# Helium-hydridový kationt
Helium-hydridový kationt nebo ion hydridohelia (1+) nebo helonium je kation (kladně nabitý iont) s chemickým vzorcem HeH+. Je složen z atomu helia navázaného na atom vodíku s jedním chybějícím elektronem. Lze jej také považovat za protonované hélium. Je to nejlehčí heteronukleární ion a je považován za první sloučeninu ve vesmíru, vzniklou po Velkém třesku.
Ion byl poprvé připraven v laboratoři roku 1925. Izolovaný je stabilní, ale extrémní reaktivita brání v hromadné přípravě, protože by reagoval s jakoukoli jinou molekulou, se kterou přišel do styku. Je znám jako nejsilnější známá kyselina. Od 70. let se přepokládal jeho výskyt v mezihvězdném prostředí, jenž byl nakonec detekován v dubnu 2019 pomocí dalekohledu SOFIA.

## Fyzikální vlastnosti
Helium-hydridový kationt je izoelektronický s molekulárním vodíkem (H2).
Na rozdíl od dihydrogenového iontu {\displaystyle {\ce {H2+}}} má helium-hydridový kationt stálý dipólový moment, což usnadňuje jeho spektroskopickou charakterizaci. Vypočítaný dipólový moment HeH + je 2,26 nebo 2,84 D. Hustota elektronů v iontu je vyšší kolem jádra helia než jádra vodíku, 80% elektronového náboje je blíže jádru helia než jádru vodíku.
Spektroskopická detekce je limitována, neboť jedna z jeho nejvýznamnějších spektrálních linií na 149,14 μm se shoduje s dubletem spektrálních čar patřících k methylidynovému radikálu ⫶CH.
Délka kovalentní vazby v iontu je 0,772 Å .

### Izotopologie
Ion hydridu hélia má šest poměrně stabilních izotopologů, které se liší izotopy dvou prvků, tudíž i celkovým počtem atomových hmot (A) a celkovým počtem neutronů (N) ve dvou jádrech.
Všechny izotopology mají tři protony a dva elektrony. První tři jsou generovány radioaktivním rozpadem tritia v molekulách HT = {\displaystyle {\ce {^1H^3H}}}, DT = {\displaystyle {\ce {^2H^3H}}} a T2 = {\displaystyle {\ce {^3H2}}}. Poslední tři lze generovat ionizací příslušného izotopologu H2 za přítomnosti helia-4.
izotopology helium-hydridového kationtiontu , dihydrogenového iontu {\displaystyle {\ce {H2+}}} a trihydrogenového iontu {\displaystyle {\ce {H3+}}} mají stejné celkové číslo atomové hmotnosti A.

### Neutralita molekuly
Na rozdíl od kationtu helium-hydridu není základní molekula helium-hydridu HeH běžně stabilní, lze ji zachytit v excitovaném stavu jako excimer (HeH*), jehož spektrum bylo poprvé pozorováno v polovině 80. let 19. stol.
Neutrální molekula je první položka v databázi Gmelin.

## Chemické vlastnosti a reakce

### Příprava
Vzhledem k tomu, že HeH+ nelze skladovat v absolutně žádné nádobě – je třeba studovat jeho chemismus in situ .
Kupříkladu reakce s organickými látkami lze studovat vytvořením tritiového derivátu požadované organické sloučeniny. Rozpad tritia na 3He+, následovaný extrakcí atomu vodíku, poskytne 3HeH+, který je v přítomnosti organického materiálu schopen další reakce.

### Kyselost
HeH+ nelze připravit v kondenzované fázi, protože by předal proton čemukoli, s čím by přišel do styku, ať už aniontu, molekule nebo atomu. Tento jev byl prokázán u O2, NH3, SO2, H2O a CO2, vznikly produkty O2H+, NH4+, HSO2+, H3O+ a HCO2+. Další molekuly – oxid dusnatý, oxid dusičitý, oxid dusný, sirovodík, methan, acetylen, ethylen, etan, methanol a acetonitril taktéž zreagovaly, ale rozpadaly se kvůli velkému množství zadržované energie.
HeH + je skutečně nejsilnější známou kyselinou s protonovou afinitou 177,8 kJ / mol. Hypotetickou aciditu ve vodném roztoku lze odhadnout pomocí Hessova zákona.
Uvolněná volná energie při disociaci je −360 kJ / mol při pKa −63 a 298 K.

### Jiné ionty helia a vodíku
Další atomy helia se mohou napojit na HeH + za vzniku velkých shluků atomů – např. He2H+, He3H+, He4H+, He5H+ a He6H+.
Dihelium-hydridový kationt – He2H+ vzniká reakcí diheliového kationtu s molekulárním vodíkem:
He2+ + H2 → He2H+ + H
Je to lineární iont s vodíkem uprostřed molekuly.
Hexahelium-hydridový kationt – He6H+, je z nich obzvláště stabilní.
Jsou známy i jiné ionty helia a vodíku, nebo byly alespoň teoreticky studovány. Helium-dihydridový kationt neboli dihydridohelium (1+) – HeH2+ byl pozorován pomocí mikrovlnné spektroskopie. Jeho vypočítaná vazebná energie je 25,1 kJ / mol, zatímco trihydridohelium (1+) – HeH3+ má vazebnou energii 0,42 kJ / mol.

## Historie

### Objev v ionizačních experimentech
Hydridohelium (1+), konkrétně [4He1H+], byla poprvé detekován nepřímo v roce 1925 vědci T. R. Hognessem a E. G. Lunnem. Odstřelováním protonů o známé energii do obohacené směsi vodíku a helia umožňovali studovat tvorbu vodíkových iontů jako H+ , H2+ a H3+ . Pozorováním zjistili, že H3+ se objevil při stejné energii paprsku (16 eV ) jako H2+ a jeho koncentrace rostla s tlakem mnohem více než u ostatních dvou iontů. Z těchto údajů dospěli k závěru, že ionty H2+ přenášely protony na molekuly s nimi jdoucími do srážky, včetně helia.
V roce 1933 použil K. Bainbridge hmotnostní spektrometrii k porovnání hmotností iontů [4He1H]+ (helium-hydridový kationt) a [+H21H]+ (dvakrát deuterovaný trihydrogenový iont) za účelem získání přesného měření atomové hmotnosti deuteria vzhledem k hmotnosti helia. Oba ionty mají 3 protony, 2 neutrony a 2 elektrony. Rovněž srovnával [4He2H]+ (helium-deuteriový kationt) s [2H3]+ (trideuteriový kationt), oba se 3 protony a 3 neutrony.

### Brzké teoretické studie
První pokus o výpočet struktury HeH+ (konkrétně [4He1H]+) pomocí kvantové mechanické teorie vytvořil J. Beach v roce 1936. Vylepšené výpočty byly sporadiky publikovány v průběhu dalších desetiletí.

### Metody rozpadu tritia v chemii
H. Schwartz roku 1955 vypozoroval, že rozpad molekuly tritia T2 = 3H2 by měl vytvořit helium-tritiový kationt [3HeT]+ s vysokou pravděpodobností.
V roce 1963 F. Cacace z římské univerzity v Sapienze popsal techniku rozpadu pro přípravu a studium organických radikálů a karbeniových iontů. Jedna z variant této techniky umožňuje vznik nevšedních jednotek jako kationt methanu, kdy reagují požadované reaktanty organických sloučenin s [3HeT]+, vzniklým rozpadem T2. Mnoho z toho, co víme o chemickým vlastnostech [HeH]+, vzešlo z této techniky.

### Mezihvězdný prostor
Od 70. let operujeme s domněnkou, že se HeH + vyskytuje v mezihvězdném prostoru . První úspěšná detekce v mlhovině NGC 7027 byla uvedena v článku publikovaném v časopise Nature v dubnu 2019.

## Přirozený výskyt

### Z rozpadu tritia
Hélium hydrid iontů vzniká při rozpadu tritia v molekule HT nebo tritiem molekuly T2. I když je molekula vzrušena zpětným rázem z rozpadu beta, zůstává molekula vázána k sobě.

### Mezihvězdný prostor
Předpokládá se, že je první sloučeninou, která se vytvořila ve vesmíru a má zásadní význam pro pochopení chemie raného vesmíru. Je tomu tak proto, že vodík a hélium byly téměř jedinými typy atomů vytvořených v nukleosyntéze velkého třesku. Hvězdy vytvořené z prvotního materiálu by měly obsahovat HeH +, což by mohlo ovlivnit jejich vznik a následný vývoj. Zejména díky silnému dipólovému momentu je relevantní pro opacitu hvězd s nulovou metalicitou. HeH + je také považován za důležitou složku atmosféry bílých trpaslíků bohatých na hélium, kde zvyšuje neprůhlednost plynu a způsobuje pomalejší ochlazování hvězdy.
HeH+ by též mohl vznikat v chladicím plynu během disociačních nárazů v hustých mezihvězdných mracích, jakožto nárazy způsobené hvězdnými větry, supernovami a materiálem emitovaným z mladých hvězd. Pokud je rychlost nárazu vyšší než přibližně 90 kilometrů za sekundu (56 mílí za sekundu), bude vzniké množství dostatečné na to, aby bylo detekováno. Pokud by došlo k detekci, emise z HeH + by pak byly užitečnými stopami nárazu.
Bylo navrženo několik míst pro pravděpodobnou detekci HeH+. Šlo o chladné heliové hvězdy oblasti H II, a husté planetární mlhoviny, jako je NGC 7027, kde v dubnu 2019 byla detekce HeH+ údajně úspěšná.